# Sorina Pintea
Sorina Pintea (ur. 13 września 1965 w Baia Mare) – rumuńska polityk i menedżer, senator, w latach 2018–2019 minister zdrowia.

## Życiorys
W 1988 ukończyła ekonomię na Uniwersytecie Babeșa i Bolyaia, kształciła się także na kursach z zarządzania. Następnie do 1999 pracowała jako ekonomistka i główna księgowa w przedsiębiorstwie transportowo-leśniczym. Zatrudniona potem jako konsultantka przy radzie okręgu Marmarosz i innych organach samorządowych, przez cztery lata kierowała administracją leśną w tym mieście. Od 2009 pracowała na stanowiskach dyrektorskich w dwóch szpitalach w Baia Mare.
W 2009 wstąpiła do Partii Socjaldemokratycznej, z jej ramienia od grudnia 2016 do lutego 2017 zasiadała w Senacie VIII kadencji. Zrezygnowała z mandatu, decydując się na powrót do kierowania szpitalem w Baia Mare. 29 stycznia 2018 powołana na stanowisko ministra zdrowia w rządzie Vioriki Dăncili. Zakończyła urzędowanie z całym gabinetem w listopadzie 2019. W lutym 2020 została tymczasowo aresztowana pod zarzutem przyjęcia łapówki. W marcu tegoż roku zwolniono ją z aresztu.

## Życie prywatne
Ma dwóch synów, starszy z nich był karany za przemyt narkotyków.